# Dicranopteris gigantea
Dicranopteris gigantea är en ormbunkeart som beskrevs av Ren-Chang Ching. Dicranopteris gigantea ingår i släktet Dicranopteris och familjen Gleicheniaceae. Inga underarter finns listade.